# Passerelle de la Mare
La passerelle de la Mare (ou passerelle de Ménilmontant) est une passerelle piétonnière du 20e arrondissement de Paris, en France. Elle permet la continuité de la rue de la Mare depuis qu'elle a été coupée par la ligne de Petite Ceinture.

## Localisation
La passerelle est construite vers l'extrémité sud-ouest de la rue de la Mare, près du contrebas de la colline de Belleville, au niveau des numéros 7-11 de la rue. Elle passe au-dessus des voies de la Petite Ceinture.
L'église Notre-Dame-de-la-Croix est située peu après le débouché sud-ouest de la passerelle. Le regard du Zouave se trouve au pied de la passerelle, côté nord-est.

## Historique

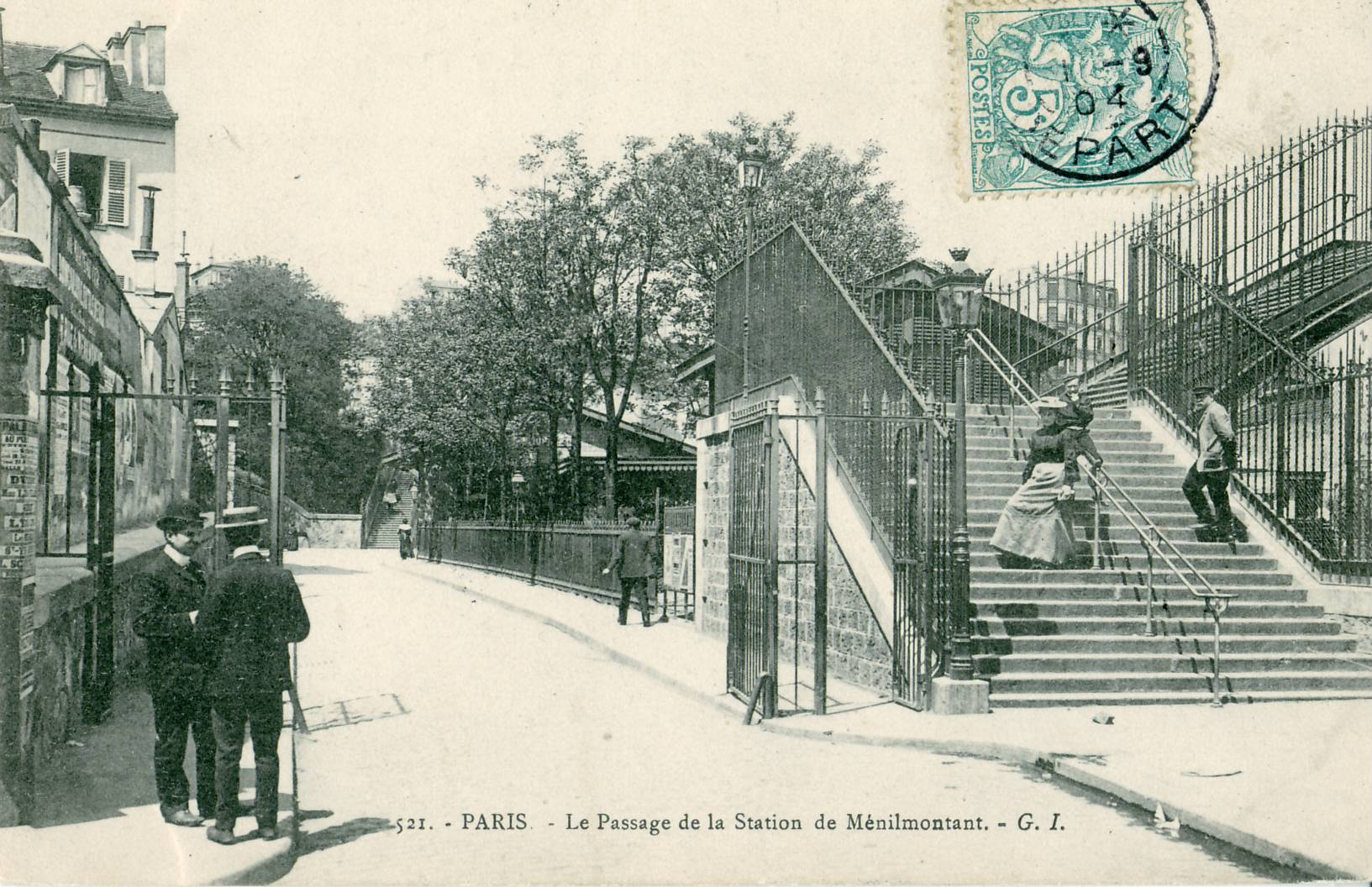
Carte postale montrant la gare de Ménilmontant au début du XXe siècle.

La passerelle est construite au niveau de l'ancienne gare de Ménilmontant.
La gare est désaffectée depuis la fermeture de la Petite Ceinture au service voyageur, en 1934. La gare de Ménilmontant est ensuite détruite et remplacée par les immeubles du 7-11, rue de la Mare, mais la passerelle, qui relie les deux parties de la rue de la Mare, reste en activité et est emblématique du quartier.
En raison de son mauvais état, la ville de Paris décide de la détruire et de la reconstruire à l'identique (seules les grilles sont conservées et rénovées), pour une inauguration  début 2021.

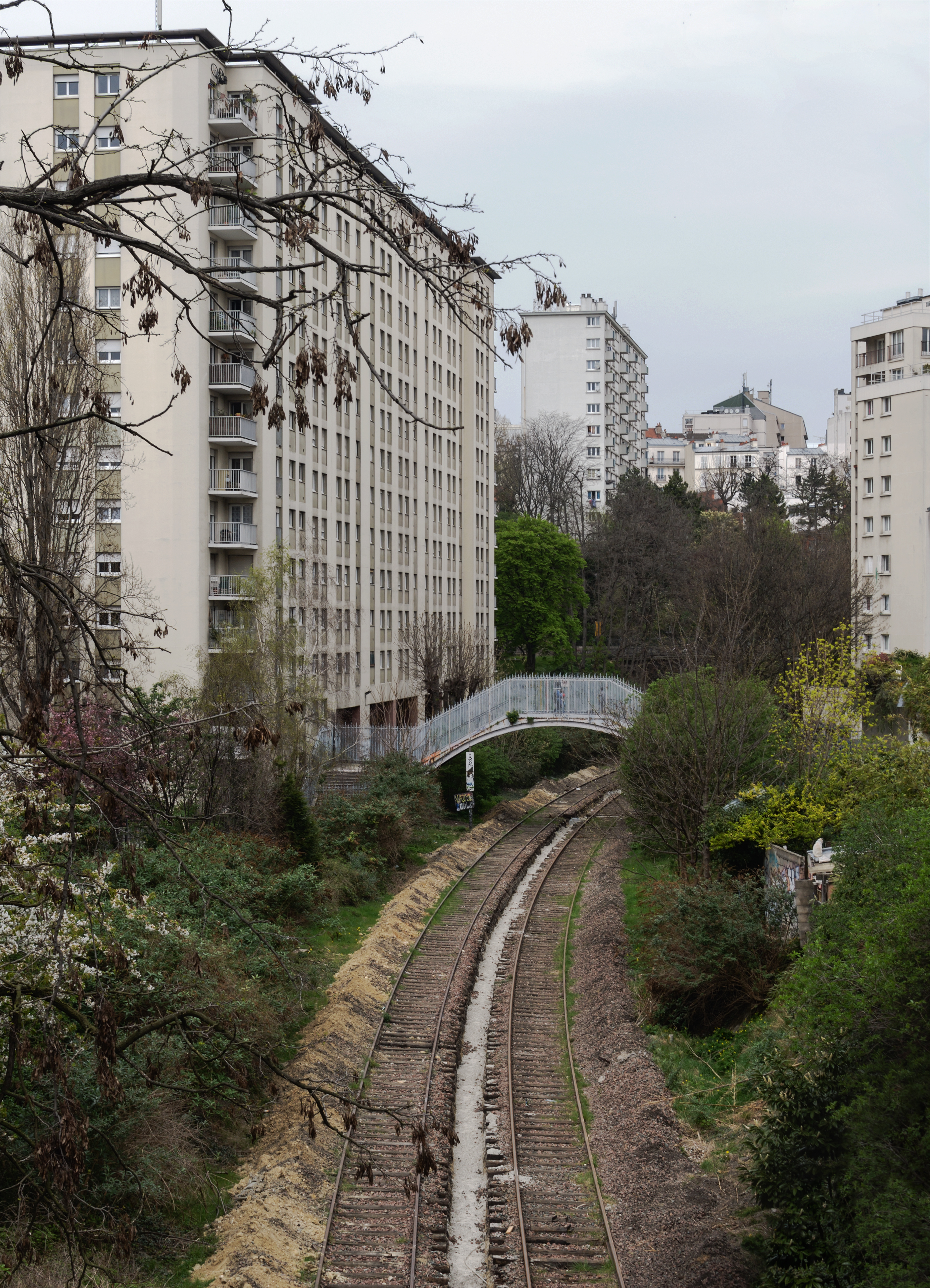
La passerelle de la Mare vue de la rue de Ménilmontant.
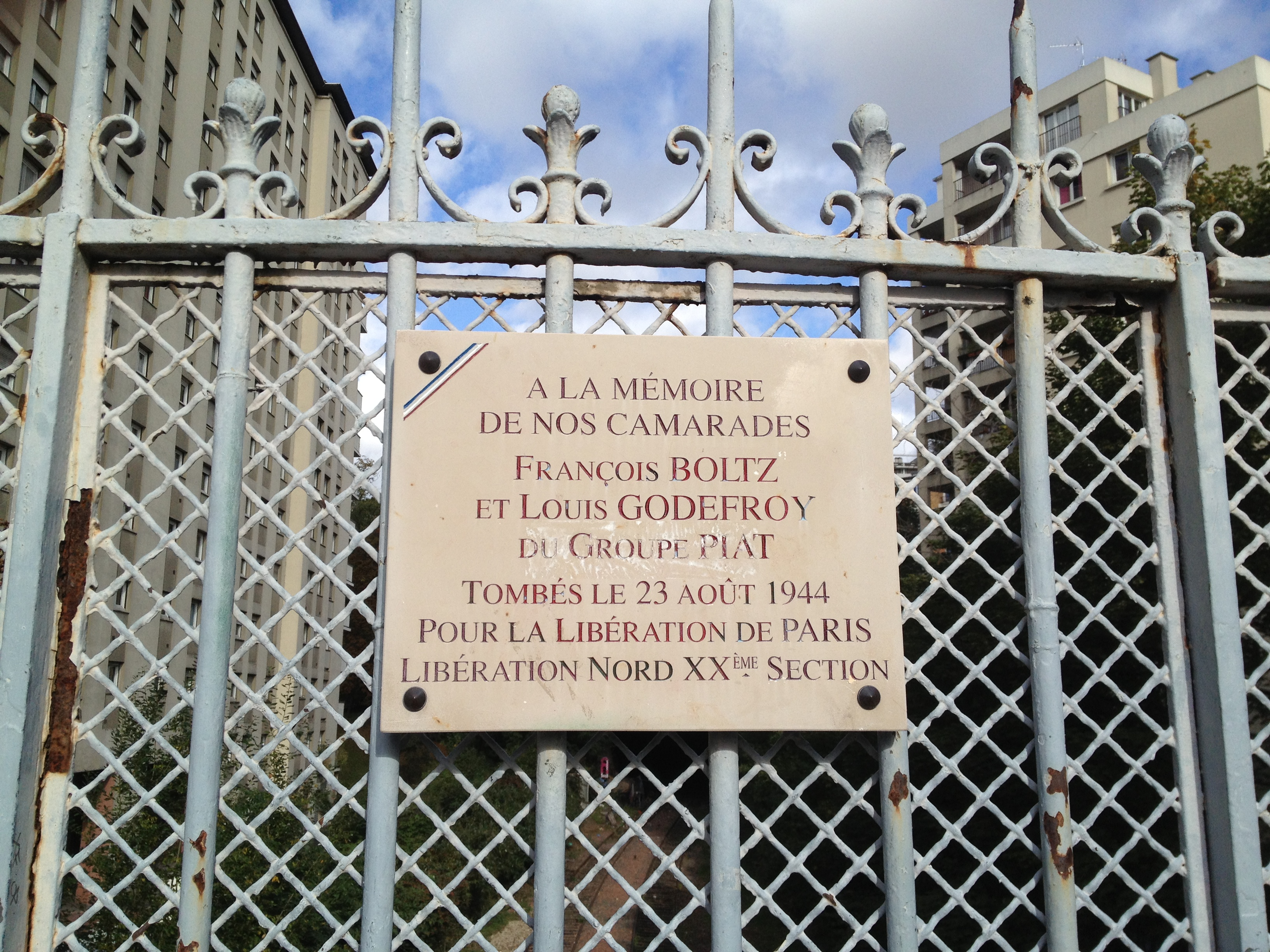
Plaque commémorative de membres de la Résistance « tombés le 23 août 1944 ».
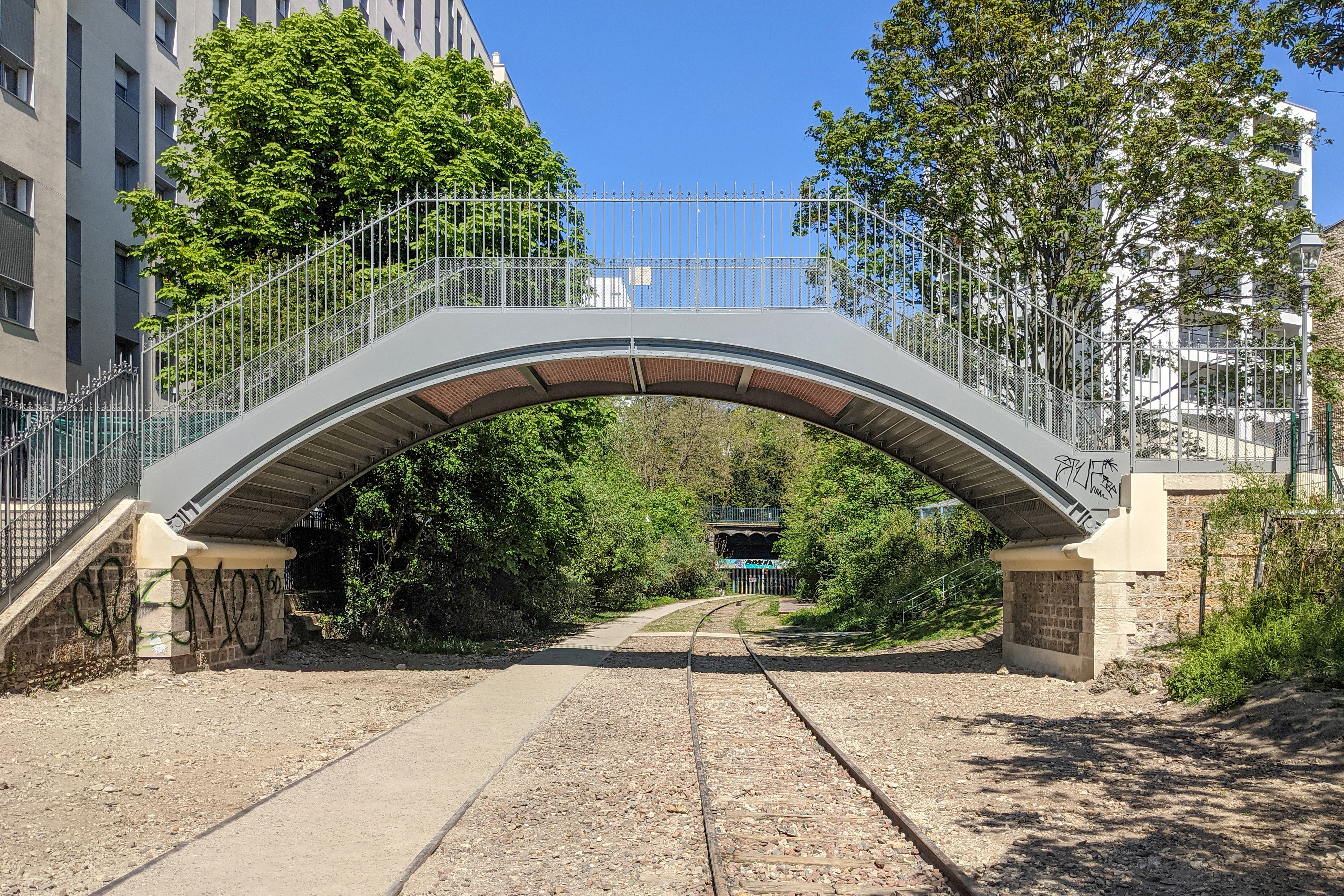
La nouvelle passerelle en 2021.
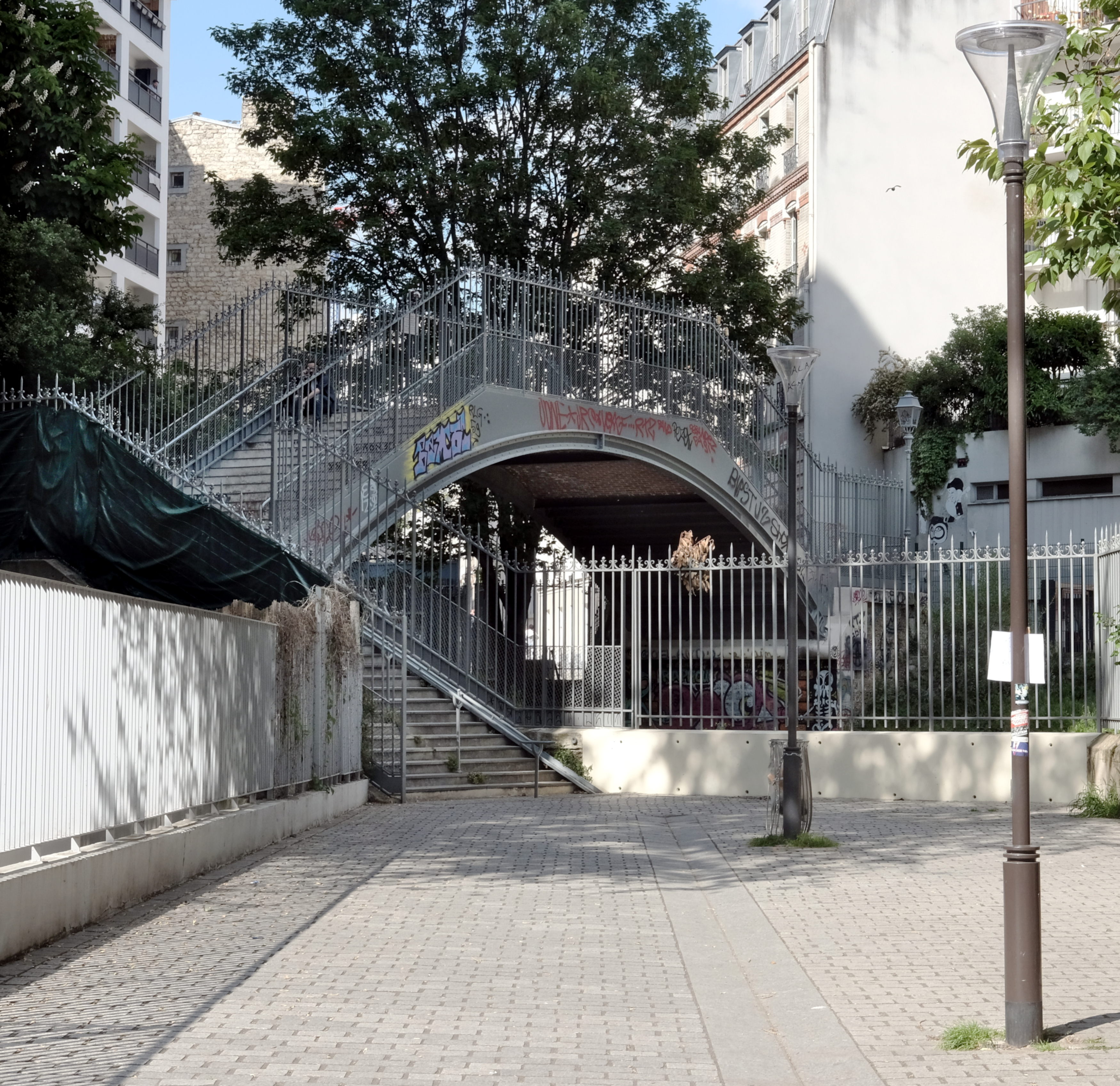
Autre vue de la passerelle (2022).

## En images
- Une photographie de Willy Ronis montre la passerelle enjambant la ligne de la Petite Ceinture, vue depuis le haut de l'escalier rue de Ménilmontant en 1948[2].
- Une scène du film de Jules Dassin Du rififi chez les hommes (1955), se passe sur la passerelle de la Mare[3].
- Deux scènes très courtes du film, La Métamorphose des cloportes (1965), de Michel Audiard. À chaque fois, on entend le sifflet d'une locomotive et on aperçoit de la fumée, mais sans voir le train. Cela est dû au fait que l'exploitation de la Petite Ceinture a cessé le 22 juillet 1934, soit plus de trente années avant le tournage de ce film.